# Катедра за социологију Филозофског факултета Универзитета у Источном Сарајеву
Катедра за социологију Филозофског факултета Универзитета у Источном Сарајеву започиње рад академске 1999/2000. године  као двопредметни студијски програм Филозофија и социологија. Влада Републике Српске одобрила је покретање катедре за социологију Филозофског факултета на Палама и у Бањалуци, школске 2006/2007. године.

## Историјат катедре
Дјелимично заснивање социологије као академске дисциплине у периоду 1999/2000. није представљало подстицај, већ препреку за потпуну институционализацију кроз професионално образовање. Концепција наставног плана и програма заснивала се на традицији Филозофског факултета у Сарајеву, на коме је од оснивања постојао двопредметни студиј. Једна од препрека била је недостатак наставника социолошког образовања. У вријеме оснивања овог студијског програма било их је само двоје, при чему један редовни и један ванредни професор. Катедра за социологију почела се убрзано развијати и данас представља једну од 17 катедри Филозофског факултета на Палама са највећим кадровским потенцијалом. На Катедри је ангажовано седам редовних професора, три доцента и три асистента.

## Наставни кадар
- Проф. др Божо Милошевић
- Проф. др Драгомир Вуковић
- Проф. др Биљана Милошевић Шошо
- Проф. др Бисерка Кошарац
- Мр Бојан Ћорлука
- Мр Миле Вукајловић
- Маја Куљић

## Шеф катедре
- Проф. др Биљана Милошевић-Шошо

## Секретар
- Маја Куљић